# Géographie des îles Malouines

Carte des îles Malouines en Amérique du Sud.

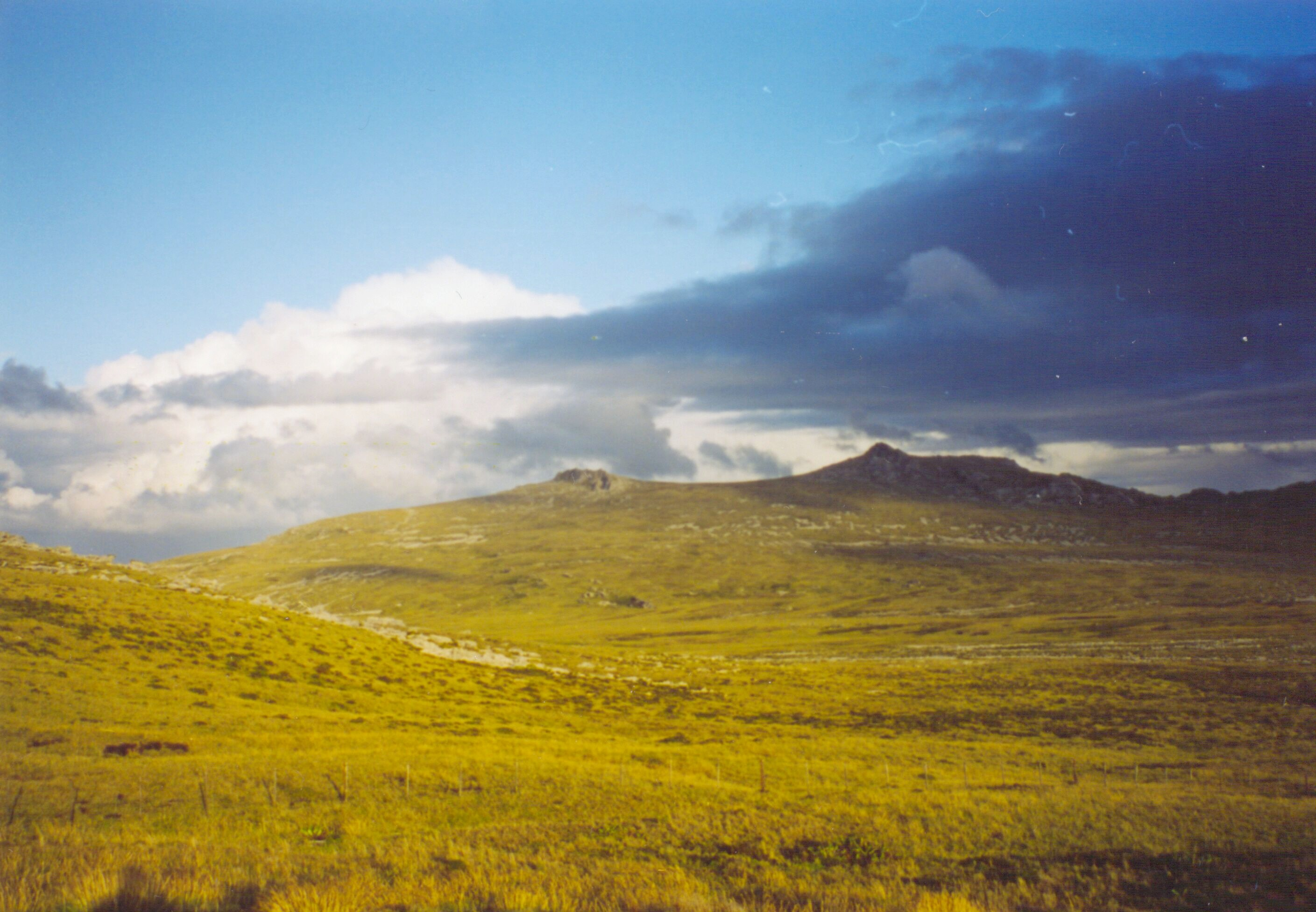
Une vue de l'intérieur des terres.

Les îles Malouines (en anglais : Falkland Islands, en espagnol : Islas Malvinas) sont des îles situées dans le Sud de l'Amérique du Sud.
Elles sont constituées de deux îles principales, la Malouine orientale (en anglais : East Falkland) et la Grande Malouine ou Malouine occidentale (West Falkland) et quelque 776 plus petites îles ou îlots, soit 12 173 km2 pour une côte d'une longueur estimée de 1 288 km.
Les îles sont situées à 343 km de l'île argentine de los Estados et 463 km de la côte continentale de l'Argentine, 489 km du Chili, 1 078 km à l'ouest des Shag Rocks de la Géorgie du Sud et 928 km de l'Antarctique.
Les deux îles principales se trouvent de chaque côté du détroit des Malouines (Falkland Sound). La Malouine orientale abrite la capitale et donc la grande majorité de la population. Les deux îles ont des chaînes de montagnes, le plus haut point de l'archipel étant le mont Usborne, 705 mètres, sur la Malouine orientale. Il y a aussi des plaines marécageuses, principalement en Lafonia, dans la moitié sud de la Malouine orientale.
L'archipel revendique des eaux territoriales à 12 milles nautiques (22,2 km) et une zone économique exclusive de 200 milles nautiques (370,4 km), qui est une source de désaccord avec l'Argentine.

## Les îles des îles Malouines
- Île Anchor
- Île Annie
- Île Bald
- Île Barclay
- Île Barren
- Île Beauchêne
- Île Beaver ou île San-Rafael
- Île Beef
- Île Big Shag
- Île Bird  ou île Pajaros
- Île Bleaker
- Île Blind
- Île Bluff
- Île Bobs
- Île Box
- Île Broken
- Île Button
- Île Carcass
- Île George
- Grande Malouine ou Malouine occidentale
- Îles Jason
- Île Keppel
- Île Kidney
- Île des Lions de mer
- Île Lively ou île Bougainville
- Malouine orientale
- New Island
- Île Pebble
- Île Saunders ou île Trinidad
- Île Speedwell ou île Aguila
- Île Staats
- Île Weddell
- Île West Point  ou île Remolinos